# Marko Žigon (skladatelj)
Marko Žigon, slovenski dirigent, skladatelj in pedagog, * 11. februar 1929, Celje, † 30. december 1987, Celje.

## Življenje in delo
Rodil se je očetu Štefanu in materi Mariji (roj. Sel).
Po diplomi iz kompozicije pri Marjanu Kozini in dirigiranja pri Danilu Švari na ljubljanski Akademiji za glasbo (1956) je delal kot dirigent v Operi SNG v Mariboru (1956-1976), ter istočasno dirigiral tudi koncerte Mariborske filharmonije. Na šoli za glasbeno in baletno izobraževanje v Mariboru je poučeval flavto in zborovsko dirigiranje. Nekaj let je bil glasbeni učitelj tudi na Glasbeni šoli v Velenju. Kot skladatelj se je posvetil komponiranju klavirske, komorne in orkestralne glasbe ter samospevom. V delih se je zgledoval pri neoklasističnih skladateljih 20. stoletja, delno pa tudi pri skladateljih poznobaročnega obdobja.